# Tortopus unguiculatus
Tortopus unguiculatus är en dagsländeart som först beskrevs av Georg Ulmer 1920.  Tortopus unguiculatus ingår i släktet Tortopus och familjen Polymitarcyidae. Inga underarter finns listade i Catalogue of Life.